# Nemilkov (Lišnice)
Nemilkov (německy Nemelkau) je osada, která je součástí obce Lišnice v okrese Most v Ústeckém kraji. Nachází se v nadmořské výšce 227 metrů, asi 6,5 km jižně od centra města Mostu. Nemilkovem prochází silnice II/255, kde se kříží se silnicí III. třídy č. 2519 do Havraně. Vsí protéká říčka Srpina, severně od osady leží Nemilkovský rybník.

## Název
Název vesnice je odvozen ze jména Nemilka ve významu Nemilkův dvůr či mlýn. V historických pramenech se jméno vsi objevuje ve tvarech: Nemilkowe (1280), Nemilkow (1544), „ve vsi Nemilkowie“ (1544), Nemelkau a Nemeklow nebo Nemiklow (1787) a Nemelkau a Nemilkow (1846).

## Historie
První písemná zmínka o Nemilkovu pochází z roku 1280, kdy zdejší statek daroval pražský měšťan Wobolin špitálu řádu křižovníků s červenou hvězdou na Starém Městě pražském. V majetku tohoto řádu zůstal statek a ves nepřetržitě po celá staletí až do zrušení poddanství v roce 1848. Po roce 1850 se Nemilkov stal osadou obce Havraň. V roce 1905 se ves odpojila od Havraně a jako osada se připojila k nově osamostatněné Lišnici.
U potoka stála kaple, která byla kolem roku 1955 zbořena při přeložce silnice.

## Obyvatelstvo
Při sčítání lidu v roce 1921 ve vsi žilo 188 obyvatel (z toho sto mužů), z nichž bylo 38 Čechoslováků a 150 Němců. Až na 25 lidí bez vyznání se hlásili k římskokatolické církvi. Podle sčítání lidu z roku 1930 měla vesnice 181 obyvatel: 36 evangelíků a 145 Němců. Kromě jednoho člověka bez vyznání byli římskými katolíky.
|                                                                  | 1869 | 1880 | 1890 | 1900 | 1910 | 1921 | 1930 | 1950 | 1961 | 1970 | 1980 | 1991 | 2001 | 2011 |
| ---------------------------------------------------------------- | ---- | ---- | ---- | ---- | ---- | ---- | ---- | ---- | ---- | ---- | ---- | ---- | ---- | ---- |
| Obyvatelé                                                        | 141  | 173  | 230  | 208  | 194  | 188  | 181  | 153  | 114  | 114  | 76   | 54   | 58   | 67   |
| Domy                                                             | 23   | 23   | 24   | 22   | 22   | 22   | 27   | 27   | —    | 20   | 18   | 17   | 18   | 20   |
| Počet domů z roku 1961 je zahrnut v domech místní části Lišnice. |      |      |      |      |      |      |      |      |      |      |      |      |      |      |